# Renzo Novatore
Renzo Novatore, nom de plume d’Abele Rizieri Ferrari, né le 12 mai 1890 à Arcola et mort le 29 novembre 1922 à Novi Ligure (Gênes), est un anarchiste individualiste et illégaliste italien.
Antifasciste, poète, philosophe, il est surtout connu pour son ouvrage posthume Verso il nulla creatore et associé au futurisme de gauche. Sa pensée est influencée par Max Stirner, Friedrich Nietzsche, Georges Palante, Oscar Wilde, Henrik Ibsen, Arthur Schopenhauer et Charles Baudelaire.

## Biographie
Il nait dans une famille de paysans pauvres et quitte l'école très jeune. Tout en travaillant à la ferme familiale, il se forme en autodidacte, étudiant Errico Malatesta, Pierre Kropotkine, Henrik Ibsen, Friedrich Nietzsche ou Max Stirner.
En 1910, il est accusé d'avoir incendié une église et est incarcéré trois mois, mais sa participation n'est jamais prouvée.
En 1911, la police le recherche pour cambriolage et vol. Il vit dans la clandestinité.
Anarchiste depuis 1908, il contribue à la presse libertaire à partir de 1914 : Cronaca Libertaria, Il Libertario, Iconoclastal, Gli Scamiciati, Nichilismo ou Pagine Libere.
Durant la première guerre mondiale, il choisit l'insoumission totale et déserte son régiment le 26 avril 1918. Jugé par contumace le 31 octobre 1918, un tribunal militaire le condamne à mort pour désertion et haute trahison, et autorise la police de tirer à vue.
Il participe au soulèvement populaire de mai 1919 à La Spezia où un Comité Révolutionnaire se rend maître de la ville durant quelques semaines.
Le 30 juin 1919, il est arrêté et condamné à dix ans de prison, il est libéré quelques mois plus tard à la faveur d'une amnistie générale.
En février 1921, actif dans un collectif anarcho-futuriste, il publie à Pistoia, le journal Vertice, « Rivista anarchica d’arte e di pensiero » soutenue par le  peintre futuriste Giovanni Governato (it) et par Auro D’Arcola de son vrai nom Tintino Persio Rasi (it),.
Militant antifasciste, il est proche des Arditi del Popolo.
Durant l'été 1922, des miliciens fascistes tentent de l'assassiner après avoir encerclé sa maison, mais il parvient à s'enfuir après leur avoir lancé des grenades artisanales.
À nouveau traqué, mais ne voulant pas se résoudre à l'exil, il rejoint la bande du célèbre voleur d'inspiration anarchiste, Sante Pollastro (it).
Le 29 novembre 1922, dans une taverne de Teglia, ils sont pris sous le feu des carabiniers. Un adjudant et Renzo Novatore succombent à la fusillade, Pollastro parvient à s'enfuir.

## Œuvres
- Faisons sauter la dernière arche !, 1919.
- L’Expropriateur, 26 novembre 1919.
- Le Tempérament anarchiste dans le tourbillon de l’histoire, 8 décembre 1920.
- Hurlement de liberté au royaume des fantômes, 1921.
- Verso il nulla creatore, 1921.
- Pour la défense de l’anarchisme héroïque et expropriateur, 1922.

## Notices
- Notices d'autorité :   - VIAF
  - ISNI
  - BnF (données)
  - LCCN
  - GND
  - Portugal
  - WorldCat
- L'Éphéméride anarchiste : notice biographique.
- Centre International de Recherches sur l'Anarchisme (Lausanne) : notice bibliographique.
- Fédération internationale des centres d'études et de documentation libertaires : carte postale.